# KDDIモバイル
KDDI MobileはKDDIグループの米国法人KDDIアメリカの子会社で、アメリカ合衆国内（アラスカ州を除く）で、主に在米の日本人及び韓国人向けの携帯電話サービスを提供する事業者。仮想移動体通信事業者（MVNO)である。

## 概要
在米の日本人、韓国人向けに、日本語で携帯電話サービスを提供する事業者として2006年に設立され、同年10月からサービスを開始した。通信網はスプリント・ネクステルが所有するCDMA2000 1xを使用しており、アラスカ州を除く全米49州をサービスエリアとしている。申し込み時にSSNやクレジットヒストリー、あるいは一時預かり金を必要とせず、パスポートとクレジットカードだけで申し込みができるのが特徴。また、米系キャリアーでは提供していない独自のサービスを展開している。
なお、販売網は直営店が全米の主要都市にある日系大型スーパーマーケット、ミツワマーケットプレイスのニューヨーク、ロサンゼルス、サンディエゴとシカゴ店舗内に、また非直営の取扱店が全米内の主要都市に60店舗ある。これらの店がない場所では、電話やインターネットを利用し、端末は郵送で送付される。

Locus Telecommunications, LLC（以下「Locus 」）は、2019 年 1 月 6 日付で締結 された Telrite Holdings, Inc.（設立地：ジョージア州、以下「Telrite」）と当社の親会 社である KDDI US Holding, Inc.（設立地：デラウェア州、以下「KUH」）との Membership Interest Purchase Agreement に基づき、Locus の持分の全てが Telrite に譲渡さ れ、Telrite がLocus の親会社に変更。

## 主な料金プラン
- スタンダードプラン
- プリペイドプラン

さらに、それぞれのプランの中に、通話分数に応じたプランがある。プリペイドプランは現在、2010年に子会社化したLocus Telecommunications社を通して「H2O Wireless」のみで実施している。 

## 現在の主な端末
- KDDI Mobile 6600-J - 三洋電機（大阪、現・京セラ SANYOブランド）製
- LG 125
- Sanyo Eclipse
- Sanyo 2700
- HTC Touch Pro - Windows Mobile内蔵のスマートフォン（同グループのauブランド向けのE30HTに相当）
- HTC Hero
- Samsung Galaxy S II Epic 4G Touch
- LG Optimus S

日本の端末のローミングは同じグループ内のauブランド向けの端末を含めて全くできない。
Sanyo Eclipse、Sanyo2700, HTC Touch Proは国際ローミングサービスで日本で利用することができる。

## 参照項目
- H2Oワイヤレス (H2O Wireless) - KDDIアメリカ下の別会社によるプリペイド・サービス
- アメリカ合衆国における携帯電話
- NTTドコモUSA

- Locus Telecommunications, LLC の親会社変更に関するお知らせ

1. ↑   KDDI Mobile プリペードサービスを2015年９月30日で終了のお知らせ
2. ↑   Locus社のH2O by KDDI Mobileにて「他社からの乗り換え店頭特別キャンペーン」